# Lori Alter
Pour les articles homonymes, voir Alter (homonymie).
Lori Ann Alter, née le 29 novembre 1973, est une actrice américaine, qui a été connue par les Cheetah Girls.

## Filmographie

### Actrice

#### Cinéma
- 1989 : Sing : Singer / Dancer (en tant que Lori Ann Alter)
- 1995 : Alarme totale : Shirley
- 1998 : Pur et dur : Wife Terry
- 2002 : Mafia Love : Kay
- 2012 : La Maison au bout de la rue : Jenny Gifford
- 2013 : Make Your Move: Un pas vers toi

#### Télévision

##### Séries télévisées
- 1986 : Hangin' In : Marilyn
- 1995 : Kung Fu, la légende continue : Sheryl
- 1995 : The Great Defender (en) : Shtob's Receptionist
- 1996 : Chair de poule : Hôtesse de l'air
- 1998 : Les Repentis : Mariana
- 1998-2000 : Power Play : Renata D'Alessandro
- 1999 : Haute finance : Mrs. Astin #2
- 1999 : Invasion planète Terre : Sylvia Ehrengraf
- 2000 : Destins croisés : Donna
- 2000 : P.R.
- 2001 : Blue Murder : Nina O'Driscoll
- 2001 : Leap Years : Stokely Mullins
- 2001 : Mystère Zack : Juanita
- 2001 : The Associates : Nikki
- 2002 : Braquage au féminin : Girl Singer
- 2003 : Doc : Miss Connor
- 2003 : Sue Thomas, l'œil du FBI : Francesca, Wedding Planner
- 2004 : Missing : Disparus sans laisser de trace : Dr. Elly Tanner
- 2004 : This Is Wonderland (en) : Anna Dryden
- 2007 : 'Til Death Do Us Part : Candy Hartfield
- 2007 : 72 Hours: True Crime (en) : Robin Graves
- 2008 : Degrassi : La Nouvelle Génération : Producer
- 2009 : Affaires de famille (Family Biz) : Anna Sophia Antonia Garces-Keller
- 2010 : Kenny vs. Spenny (en) : Gretchen
- 2011 : Les Vies rêvées d'Erica Strange : Brenda
- 2011 : She's the Mayor (en) : Lisa Dewitt
- 2011 : Skins : Ruthie Marvelli
- 2011 : The Casting Room
- 2017 : The Lojo Show : Lori

##### Téléfilms
- 1995 : Kissinger and Nixon : Kissingers' secretary (non créditée)
- 2001 : Club Land : Toni Stafford
- 2003 : Beat Cops : Mona Wise
- 2003 : Les Cheetah Girls : Juanita
- 2003 : The One (en) : Sandra Allen
- 2004 : Anonymous Rex : Louise
- 2006 : Les Cheetah Girls 2 : Juanita

### Productrice

#### Séries télévisées
- 2017 : The Lojo Show

### Parolière

#### Cinéma
- 1995 : Alarme totale

### Scénariste

#### Séries télévisées
- 2017 : The Lojo Show